# 開曼布拉克
開曼布拉克（Cayman Brac）是開曼群島中距離大開曼東北方143公里的島嶼，位於加勒比海，約19公里長，平均2公里寬。該島嶼地勢壯觀，以「斷崖（The Bluff）」屬開曼群島之最。開曼布拉克的人口於1999年統計為1,822人。
該島嶼以其最顯著的特徵「斷崖」來命名，是蓋爾亞支語言中「斷崖」的意思。

## 經濟
開曼布拉克島的經濟主要依靠三個旅遊業、政府協助和當地企業，其中政府是最大的雇主，同時一些較為雄厚的家族企業也佔據有一席之地。旅遊業主要是水肺潛水。
當地有一種叫做Caymanite的石頭，被用來製作成珠寶或工藝品出售。其中有兩個雕刻該石頭的藝術家 曾贏得國際榮譽。 2011年威廉王子大婚時，當地官方贈送了當地人奧拉西奧·埃斯特班（Horacio Esteban）雕刻的石頭藝術。